# Теляков Микола Матвійович
Теляко́в Мико́ла Матві́йович (рос. Теляков Николай Матвеевич; 5 травня 1902 — 26 серпня 1950) — радянський військовик часів Другої світової війни, гвардії генерал-лейтенант танкових військ (11.07.1945). Герой Радянського Союзу (11.03.1944).

## Біографія
Народився 5 травня 1902 року у місті Санкт-Петербург у робочій родині. Росіянин. Член ВКП(б) з 1925 року.
Після закінчення початкової школи працював слюсарем петроградського «Ново-Лестерського» заводу. 5 червня 1917 року вступив до лав Червоної гвардії, брав участь у Жовтневому перевороті.
У лавах РСЧА з жовтня 1918 року. Учасник громадянської війни в Росії. Воював на Південному фронті червоноармійцем, начальником кулеметного розрахунку 13-го стрілецького полку, командиром відділення 80-го окремого батальйону військ ВЧК.
В 1921 році закінчив прискорені курси червоних командирів при Вищій тактико-стрілецькій школі командного складу РСЧА імені ІІІ Комінтерну. З березня 1921 року — командир взводу 16-го залізничного полку військ ОДПУ, з жовтня 1921 року — командир полігонної роти 3-го авіаційного полку.
В 1923 році закінчив 2-і Смоленські командні курси. З жовтня 1923 року — командир взводу окремого кулеметного батальйону в Петрограді, згодом — командир взводу 48-го стрілецького полку 16-ї стрілецької дивізії, командир взводу окремого Куженкінського караульного батальйону.
З грудня 1928 року — начальник господарської команди при Ленінградській піхотній школі імені В. І. Леніна. З грудня 1930 по травень 1931 року — помічник командира роти 30-го Череповецького стрілецького полку 10-ї стрілецької дивізії.
В 1931 році закінчив стрілецько-тактичні курси РСЧА «Постріл» імені Комінтерна й у жовтні того ж року призначений помічником начальника штабу 2-го танкового полку Ленінградського ВО. З березня 1932 року — начальник 6-ї частини штабу 31-ї механізованої бригади. З липня 1934 року — начальник відділення штабу 33-ї механізованої бригади.
У січні 1937 року направлений на навчання на Ленінградські бронетанкові курси РСЧА, по закінченні яких направлений на навчання до Військової академії імені М. В. Фрунзе. В 1939 році закінчив академію й призначений інспектором групи контролю в Україні.
З листопада 1939 року — командир 13-го запасного танкового полку, а з грудня 1939 року — командир 32-го танкового полку 5-ї кавалерійської дивізії Київського ОВО.
Учасник радянсько-фінської війни 1939—1940 років.
Учасник німецько-радянської війни з червня 1941 року. Командував танковим полком у прикордонних битвах на Південному фронті, брав участь в оборонних боях під Кишиневом, на Дністрі, на Південному Бузі біля Первомайська, поблизу Дніпропетровська.
З жовтня 1941 року — командир 13-го танкового полку 13-ї танкової бригади, учасник Донбаської оборонної операції в жовтні-листопаді 1941 року.
З січня 1942 року — заступник командира 7-ї танкової бригади, з квітня того ж року — командир 107-ї танкової бригади в складі 1-ї гвардійської та 24-ї армій на Брянському, Сталінградському, Донському фронтах. Особливо бригада Телякова відзначилась у Сталінградській битві, по завершенні якої передана до складу 2-ї танкової армії Центрального фронту. Брав участь в Курській битві, Чернігівсько-Прип'ятській операції.
З жовтня 1943 року полковник М. М. Телюков — заступник командира 3-го танкового корпусу 2-ї танкової армії, а в період з 5 листопада по 16 грудня — командир цього корпусу. Учасник Київської та Корсунь-Шевченківської операцій.
18 лютого 1944 року постановою РНК СРСР № 187 присвоєне ваійськове звання «генерал-майор танкових військ».
З березня 1944 року — знову командир 3-го танкового корпусу 2-ї танкової армії на 2-му Українському фронті. Вміло організував бойові дії корпуса в ході Умансько-Ботошанської операції при визволенні міста Умань Черкаської області.
Після переведення корпуса до складу 1-го Білоруського фронту, брав участь в проведенні Білоруської наступальної операції, вдало діючі на магнушевському плацдармі.
З вересня 1944 року — командир 16-го танкового корпуса, перейменованого в листопаді 1944 року на 12-й гвардійський танковий корпус. Брав участь у проведенні Варшавсько-Познанської, Східно-Померанської операції 1-го Білоруського фронту, активно діяв при захопленні польських міст Варшава, Скерневиці, Іновроцлав, Голлнов (Голенюв).
26 квітня 1945 року на підступах до Берліна у четвертий раз був важко поранений, підірвавшись на міні. Перемогу над Німеччиною зустрів у шпиталі.
Постановою РНК СРСР від 11 липня 1945 року № 1683 генерал-майорові танкових військ М. М. Телякову присвоєне військове звання «генерал-лейтенант танкових військ».
Після одужання — на викладацькій роботі. З травня 1946 року — начальник Полтавського танко-технічного училища. З жовтня 1947 року — викладач кафедри бронетанкових військ Академії прикордонних військ НКВС СРСР.
У 1948 році за станом здоров'я вийшов у відставку. Мешкав у Москві. Помер 26 листопада 1950 року. Похований на Новодівочому цвинтарі.

## Нагороди
Указом Президії Верховної Ради СРСР від 11 березня 1944 року за вміле командування танковим корпусом, зразкове виконання бойових завдань командування на фронті боротьби з німецькими загарбниками й виявлені при цьому відвагу та героїзм, гвардії генерал-майорові танкових військ Телякову Миколі Матвійовичу присвоєне звання Героя Радянського Союзу з врученням ордена Леніна й медалі «Золота Зірка» (№ 3554).
Нагороджений двома орденами Леніна, трьома орденамиЧервоного Прапора, орденами Кутузова 1-го ступеня, Суворова 2-го ступеня й медалями.

## Пам'ять
Ім'я Героя Радянського Союзу М. М. Телякова носить музей бойової слави 2-ї гвардійської Червонопрапорної танкової армії, створений при середній школі № 324 міста Москва.
У Москві на стіні будинку, в якому мешкав Герой, встановлена меморіальна дошка.